# 县城古井群
县城古井群位于中国安徽省黄山市黟县县城碧阳镇，以下10口古井，分布在郭门、北街、麻田三个社区，分别建于唐、宋、明、清：
1. 三元井
2. 杏墩井
3. 下程家井
4. 西街井
5. 桂墩里（三元）井
6. 上程家井
7. 汪家井
8. 明贤里井
9. 费家弄井
10. 莲花塘井

其中三元井位于黟县碧阳镇泮邻街，横沟弦古民居区域内，建于宋代，公布为黟县文物保护单位。
2020年12月10日，包括10口古井的县城古井群公布为黄山市文物保护单位。